# Aéroport de Béni Mellal
L'aéroport de Beni Mellal (code IATA : BEM • code OACI : GMMD) est situé à 8 km au nord-ouest de la ville de Béni Mellal au centre du Maroc, sur une emprise domaniale d’environ 170 hectares.

## Aérogare
L'aérogare fait 1 500 m2, avec une capacité de 150 000 passagers par an.

## Situation

### Carte des aéroports du Maroc
| \| 100 km1:10 004 000 \| Ouezzane Agadir Al Hoceima Meknès Béni Mellal Bouarfa Casablanca-Tit Mellil Casablanca-Mohammed V Errachidia Essaouira Fès Guelmim Ifrane Kénitra Khouribga Marrakech Nador Ouarzazate Oujda Rabat-Salé Tanger Zagora Tan-Tan Tarfaya Tétouan Benslimane Sidi Slimane Inezgane Ben Guerir Taroudant Taza |
| 100 km1:10 004 000 |

## Statistiques
Pour des raisons techniques, il est temporairement impossible d'afficher le graphique qui aurait dû être présenté ici.

Voir la requête brute et les sources sur Wikidata.

## Infrastructures et équipements aéronautiques
La piste d’atterrissage a été allongée, renforcée et élargie pour permettre l’accueil d’avions moyen-courrier de type Boeing 737-800. Il a été également procédé à la construction d’une nouvelle tour de contrôle et à l’acquisition d’équipements de radionavigation et de balisage de haute intensité permettant respectivement le guidage des avions en route et le décollage et atterrissage nocturnes. Cet investissement a nécessité une enveloppe budgétaire de 195,6 millions de Dirhams, financée conjointement par l'Office national des aéroports et le Conseil Régional de la Région Tadla-Azilal.

## Compagnies et destinations
| Compagnies | Destinations                              |
| ---------- | ----------------------------------------- |
| Ryanair    | Bergame-Orio al Serio, Gérone-Costa Brava |

Actualisé le 01/11/2024